# Totonero
Totonero was een Italiaans matchfixingschandaal uit 1980 in de Serie A en Serie B. In maart 1980 kwam dit naar buiten door onthullingen van de Guardia di Finanza, de fiscale politie.
Hoofdrolspelers in dit schandaal waren de clubs Avellino, Bologna, Lazio, AC Milan, Napoli, Perugia, Pescara (Serie A), Genoa, Lecce, Palermo, Pistoiese en Taranto (Serie B). AC Milan en Lazio werden het hardst gestraft, zij werden namelijk teruggezet naar de Serie B. De bekendste betrokken speler was Paolo Rossi, die later nog voor onder andere Juventus en AC Milan speelde en met Italië wereldkampioen werd in 1982. Hij kreeg een tweejarige schorsing.

## 1986
Zes jaar later werd er in mei door de politie opnieuw een schandaal onthuld, dat de boeken in ging onder dezelfde naam maar soms Totonero bis wordt genoemd. Alhoewel de grootste clubs van het land geen straffen kregen, waren er veel spelers en trainers die tot wel meerdere jaren geschorst werden.